# استان مرزهای شمالی
استان مرزهای شمالی (به عربی: منطقة الحدود الشمالية) کم‌جمعیت‌ترین استان عربستان سعودی است. این استان در شمال این کشور در کناره مرزهای عراق و اردن واقع شده است. مساحت این منطقه ۱۱۱٬۷۹۷ کیلومتر مربع و جمعیت آن بنا بر نتایج اولیه سرشماری سال ۲۰۱۰، ۳۲۰٬۵۲۴ نفر بوده است. مرکز این استان شهر عرعر است.
ساکنان آن مسلمان اهل سنت.